# Jánoshegy
De Jánoshegy (Johannesberg) ligt in het westelijke deel van Boeda, in Hongarije, en is het hoogste punt van Boedapest. Ze is 509 meter hoog boven de zeespiegel, en 400 meter hoger dan de Donau.
De Johannesberg of heuvel, bevindt zich in het westelijke deel van Boeda in een schilderachtig mooi heuvellandschap dat zich voortzet in de Driegrenzenberg (Hármashatárhegy), over de Rozenheuvel (Rózsadomb) tot aan de Burchtheuvel (Várhegy) en de Gellérthegy (Gerrit- Gerhard- Gerardberg). Ten noorden van deze heuvels begint het Pillisgebergte.